# Julia Fischer
Julia Fischer (født 15. juni 1983) er en tysk klassisk violinist og pianist.

## Priser
Fischer har vundet fem priser for hendes violin-spil og tre priser for klaver-spil ved Jugend musiziert samt:
- 1995: 1.præmie ved den internationale Yehudi Menuhin-konkurrence, ud over en special-pris for "Best Bach Solo-work".
- 1996: Vinder af den 8. Eurovisionskonkurrence for unge klassiske musikere.
- 1997: Prix d'Espoir, den europæiske musikindustris pris.
- 1997: Solist-pris ved "Mecklenburg-Western Pomerania" festivallen.
- 1998: EIG Musikpris
- 2000: Förderpreis Deutschlandfunk
- 2005: ECHO Klassik pris for cd'en Russian Violin Concertos
- 2005: Vinder af Beethoven-Ring
- 2006: "BBC Music Magazine Awards 2006 – Best Newcomer" for cd'en Johann Sebastian Bach: Sonater og partitaer for solo violin (BWV 1001–1006).
- 2007: Gramophone Award; Artist of the Year.
- 2007: ECHO Klassik Award for cd'en Tjajkovskijs Violinkoncert
- 2009: MIDEM Classical Award som "Instrumentalist of 2008".